# Ed McGuinness

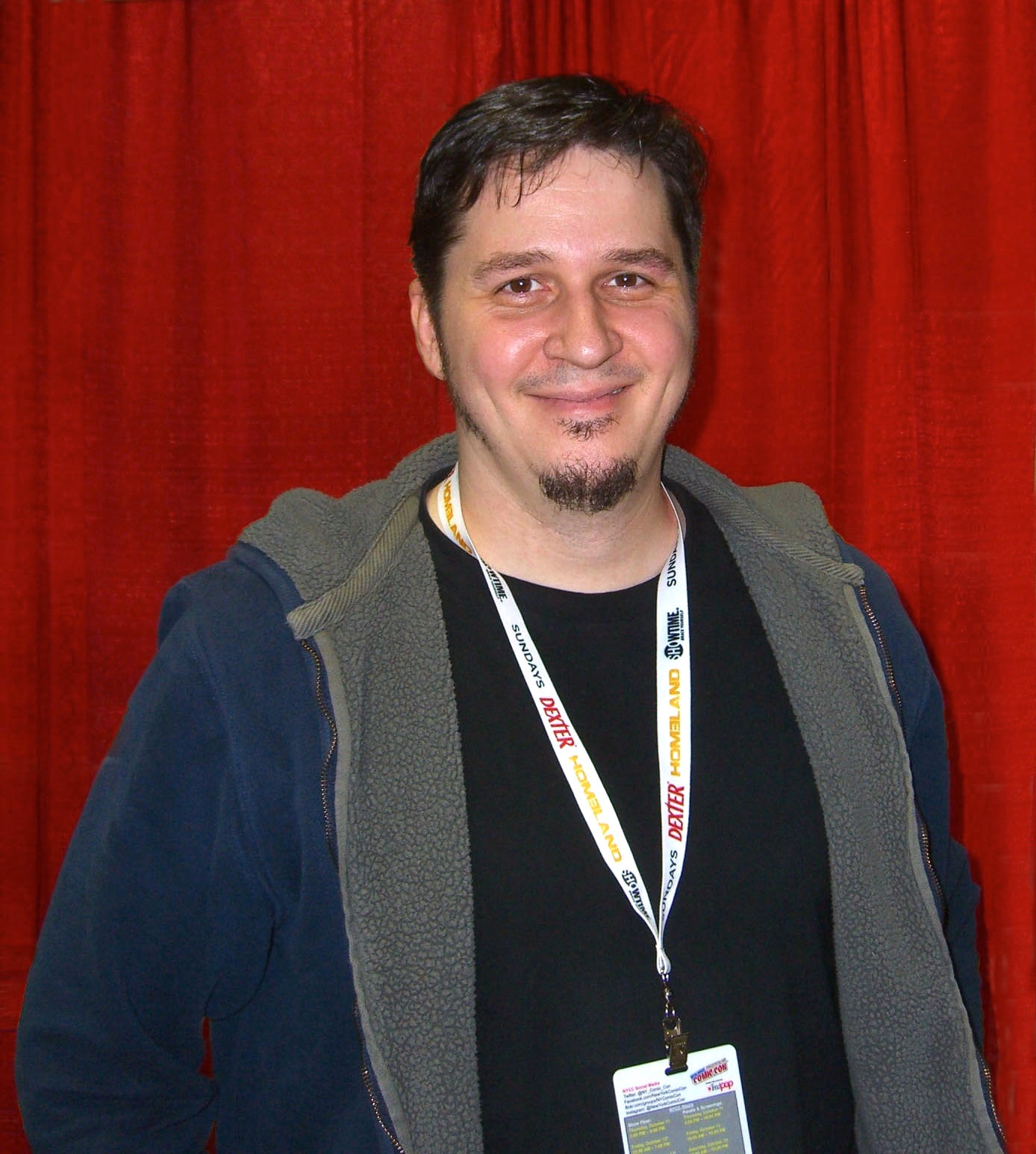
Ed McGuinness 2012

Edward „Ed“ McGuinness ist ein US-amerikanischer Comiczeichner.

## Leben und Arbeit
McGuinness begann in den frühen 1990er Jahren als hauptberuflicher Comiczeichner zu arbeiten, nachdem er zuvor die Stoughton High School in Stoughton besucht hatte. Zu den Serien, für die er seither gezeichnet hat, zählen Mr. Majestic, Superman und Superman/Batman für DC-Comics, Vampirella für Image Comics, sowie Deadpool, Incredible Hulk und Captain America für Marvel Comics. Hinzu kommen die Miniserie Thundercats: Reclaiming Thundera für Wildstorm Publishing, der graphische Roman HALO, sowie die bei Marvel erschienene Miniserie Civil War und einige Ausgaben der Ultimate-Reihe. Sein bekanntestes Werk ist vermutlich die Jubiläumsausgabe #25 der Serie Captain America.
2003 gründete McGuinness gemeinsam mit seinen Freunden und Kollegen Lesean Thomas und Michael Bencic das kurzlebige Kunstatelier „Artxilla“, das sie unter anderem für die Arbeit an dem Comicroman HALO nutzten, der zu den meistverkauften „Kunstcomics“ des Jahres 2006 zählt.
Nach seiner Arbeit an Superman/Batman, die in Zusammenarbeit mit Autor Jeph Loeb mehrere Jahre angedauert hat, wechselt er 2007/08 zu Marvel Comics, um die neue Serie Red Hulk zu gestalten, die ebenfalls von Kollegen Jeph Loeb geschrieben wird. Außerdem löst er den Kollegen Joe Madureira für Serie Die Ultimativen ab und ist ab Teil 4 als Zeichner für die Serie verantwortlich.
Autoren, mit denen McGuinness – der gegenwärtig mit seiner Frau und vier Kindern im US-Bundesstaat Maine lebt – in der Vergangenheit besonders häufig zusammengearbeitet hat, sind Joe Kelly und Jeph Loeb.